# Реакция Перкина
Перкина реакция — метод синтеза β-арилакриловых кислот (коричной кислоты, её производных и аналогов) взаимодействием ароматических альдегидов с ангидридами карбоновых кислот в присутствии катализаторов основного характера (щелочных солей карбоновых кислот, третичных аминов и т. п.). Разработана Уильямом Перкином в 1868 году.
Реакция протекает по механизму: